# والي فولر
والي فولر (بالإنجليزية: Wally Fowler)‏ هو مغني أمريكي، ولد في 15 فبراير 1917 في جورجيا في الولايات المتحدة، وتوفي في 3 يونيو 1994 بسبب مرض.

## وصلات خارجية
- والي فولر على موقع ميوزك برينز (الإنجليزية)
- والي فولر على موقع أول ميوزيك (الإنجليزية)
- والي فولر على موقع ديسكوغز (الإنجليزية)